# Джим Пеплінскі
Джим Пеплінскі (англ. Jim Peplinski, нар. 24 жовтня 1960, Ренфрю) — колишній канадський хокеїст, що грав на позиції крайнього нападника. Грав за збірну команду Канади.
Володар Кубка Стенлі. Провів понад 800 матчів у Національній хокейній лізі. 

## Ігрова кар'єра
Хокейну кар'єру розпочав 1977 року.
1979 року був обраний на драфті НХЛ під 75-м загальним номером командою «Атланта Флеймс». 
Усю професійну клубну ігрову кар'єру, що тривала 11 років (а згодом ще 6 матчів провів у сезоні 1994/95 років), провів, захищаючи кольори команди «Калгарі Флеймс».
Загалом провів 810 матчів у НХЛ, включаючи 99 ігор плей-оф Кубка Стенлі.
Виступав за збірну Канади.

## Нагороди та досягнення
- Володар Кубка Стенлі в складі «Калгарі Флеймс» — 1989.

## Статистика

### Клубні виступи
| Сезон        | Клуб                | Ліга         | Регулярний сезон | Регулярний сезон | Регулярний сезон | Регулярний сезон | Регулярний сезон | Плей-оф | Плей-оф | Плей-оф | Плей-оф | Плей-оф |
| Сезон        | Клуб                | Ліга         | І                | Г                | П                | О                | ШХ               | І       | Г       | П       | О       | ШХ      |
| ------------ | ------------------- | ------------ | ---------------- | ---------------- | ---------------- | ---------------- | ---------------- | ------- | ------- | ------- | ------- | ------- |
| 1977–78      | «Торонто Мальборос» | ОХЛ          | 66               | 13               | 28               | 41               | 44               | 5       | 2       | 2       | 4       | 26      |
| 1978–79      | «Торонто Мальборос» | ОХЛ          | 66               | 23               | 32               | 55               | 88               | 3       | 0       | 1       | 1       | 0       |
| 1979–80      | «Торонто Мальборос» | ОХЛ          | 67               | 35               | 66               | 101              | 89               | 4       | 1       | 2       | 3       | 15      |
| 1980–81      | «Калгарі Флеймс»    | НХЛ          | 80               | 13               | 25               | 38               | 108              | 16      | 2       | 3       | 5       | 41      |
| 1981–82      | «Калгарі Флеймс»    | НХЛ          | 74               | 30               | 37               | 67               | 115              | 3       | 1       | 0       | 1       | 13      |
| 1982–83      | «Калгарі Флеймс»    | НХЛ          | 80               | 15               | 26               | 41               | 134              | 8       | 1       | 1       | 2       | 45      |
| 1983–84      | «Калгарі Флеймс»    | НХЛ          | 74               | 11               | 22               | 33               | 114              | 11      | 3       | 4       | 7       | 21      |
| 1984–85      | «Калгарі Флеймс»    | НХЛ          | 80               | 16               | 29               | 45               | 111              | 4       | 1       | 3       | 4       | 11      |
| 1985–86      | «Калгарі Флеймс»    | НХЛ          | 77               | 24               | 35               | 59               | 214              | 22      | 5       | 9       | 14      | 107     |
| 1986–87      | «Калгарі Флеймс»    | НХЛ          | 80               | 18               | 32               | 50               | 181              | 6       | 1       | 0       | 1       | 24      |
| 1987–88      | «Калгарі Флеймс»    | НХЛ          | 75               | 20               | 31               | 51               | 234              | 9       | 0       | 5       | 5       | 45      |
| 1988–89      | «Калгарі Флеймс»    | НХЛ          | 79               | 13               | 25               | 38               | 241              | 20      | 1       | 6       | 7       | 75      |
| 1989–90      | «Калгарі Флеймс»    | НХЛ          | 6                | 1                | 0                | 1                | 4                | —       | —       | —       | —       | —       |
| 1994–95      | «Калгарі Флеймс»    | НХЛ          | 6                | 0                | 1                | 1                | 11               | —       | —       | —       | —       | —       |
| Усього в НХЛ | Усього в НХЛ        | Усього в НХЛ | 711              | 161              | 263              | 424              | 1467             | 99      | 15      | 31      | 46      | 382     |

### Збірна
| Рік  | Команда | Турнір | І | Г | П | О | ШХ |
| ---- | ------- | ------ | - | - | - | - | -- |
| 1988 | Канада  | ОІ     | 7 | 0 | 1 | 1 | 6  |

## Життя після хокею
Після своєї ігрової кар'єри, Пеплінскі сформував успішну бізнес-кар'єру в Калгарі. Він був виконавчим директором одного з автодилерів, згодом займався нерухомістю, а також нафтової компанії Wrangler West Energy Corp.